# Anecphora aurantiaca
Anecphora aurantiaca är en insektsart som beskrevs av Karsch 1890. Anecphora aurantiaca ingår i släktet Anecphora och familjen lyktstritar. Inga underarter finns listade i Catalogue of Life.